# Joseph Zocchi von Morecci

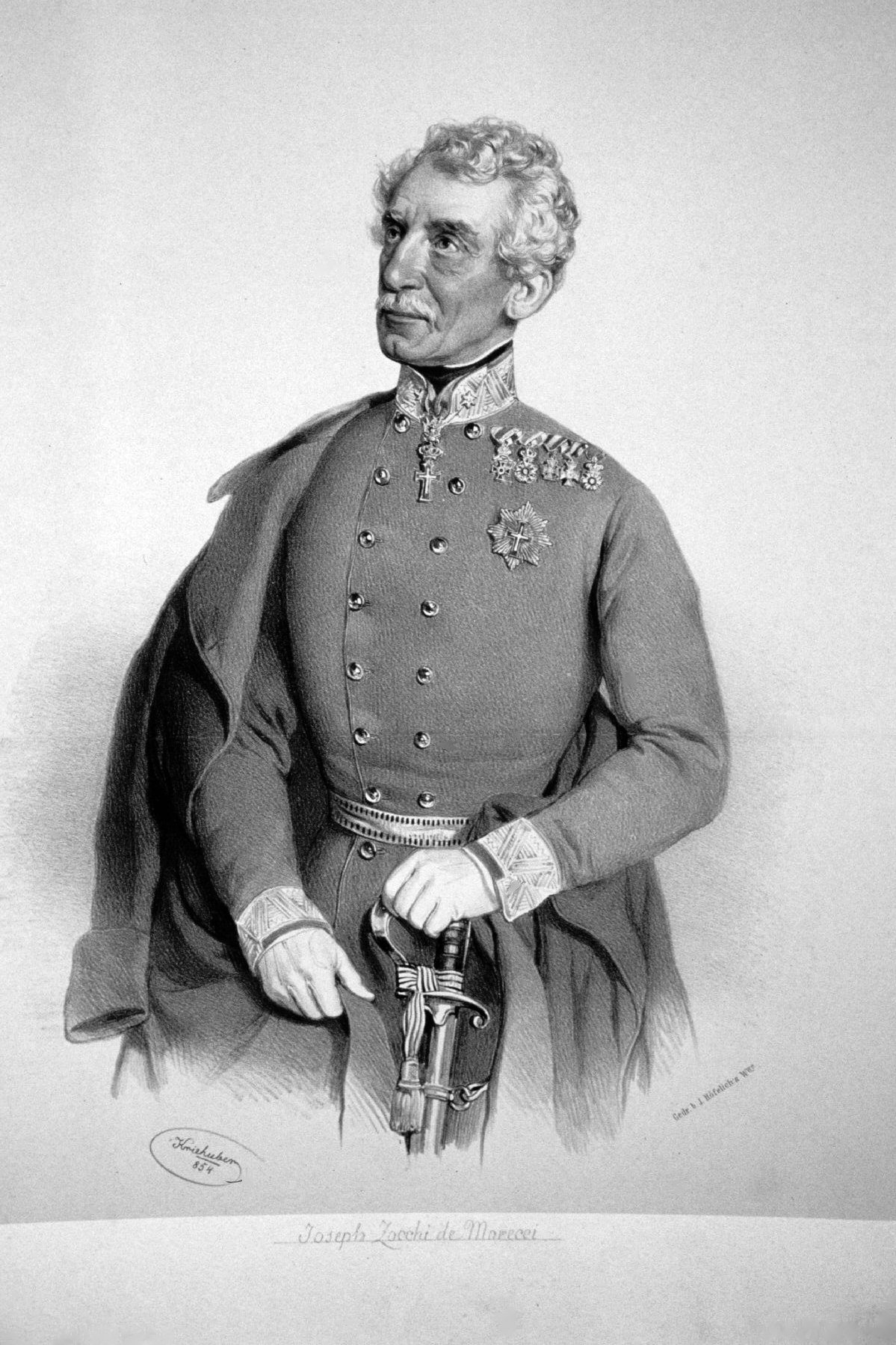
Joseph Zocchi von Morecci

Joseph Zocchi von Morecci (* 25. Juli 1787 in Prag; † 3. Januar 1880 in Bockenheim bei Frankfurt am Main) war ein adeliger österreichischer Generalmajor.

## Herkunft
Joseph Zocchi von Morecci war der Sohn des aus Florenz stammenden, 1810 durch Kaiser Franz II. geadelten österreichischen Oberstleutnants Alois Zocchi von Morecci (1753–1818), der ursprünglich Alois Zocchi hieß.

## Leben
Joseph Zocchi von Morecci ergriff den väterlichen Militärberuf und diente von 1805 bis 1813 als Offizier im österreichischen Sappeurkorps; unter anderem focht er im Oktober 1813 bei Tarvis in Italien. 1814 erhielt er für Tapferkeit das Ritterkreuz des Leopoldordens und 1815 avancierte er zum Hauptmann.
Von 1818 bis 1823 war Zocchi von Morecci Angehöriger der Baukommissionen in den Bundesfestungen Germersheim und Landau. 1823–1825 gehörte er als österreichisches Mitglied der Bundesmilitärkommission in Frankfurt am Main an, 1827 wirkte er in der Baukommission der Festung Luxemburg und von 1827 bis 1830 in der Festungsbaudirektion Mainz. 1830 bis 1848 war der Offizier erneut Mitglied der Bundesmilitärkommission in Frankfurt, davon die letzten zwei Jahre als stellvertretender Bevollmächtigter Österreichs. Bereits 1838 beförderte man ihn zum Oberstleutnant, 1844 zum Oberst. 1848 ging Joseph Zocchi von Morecci als Festungsbaudirektor in die Lombardei und wurde noch im gleichen Jahr pensioniert. 1849 nochmals als Festungskommandant von Alto-Gradisca reaktiviert, trat er in diesem Jahr, im Rang eines Generalmajors, endgültig in den Ruhestand.
Nach seiner Pensionierung lebte Zocchi von Morecci in Frankfurt bzw. im nahen Bockenheim. Laut Frankfurter Adressbuch von 1868/69 war er damals in der Guiollettstraße 19, im heutigen Stadtteil Westend registriert. Am 7. November 1860 erhob ihn Kaiser Franz Joseph in den österreichischen Ritterstand. Er war zudem Ritter des Päpstlichen Christusordens, des Ordens der Eisernen Krone, des Verdienstordens der Bayerischen Krone und des sizilianischen Ordens des heiligen Ferdinand und des Verdienstes.
1863 ging der Adelstitel Zocchi von Morecci auf seinen Neffen und Adoptivsohn, den Kavallerieoffizier Karl Wimmer († 1864) bzw. dessen Nachkommen über.
Laut Prälat Norbert Weis, Postulator im Seligsprechungsprozess des Priesters Paul Josef Nardini, ergibt sich aus den diesbezüglichen Akten, dass Joseph Zocchi von Morecci mit hoher Wahrscheinlichkeit der Vater des unehelich in Germersheim geborenen Seligen ist.